# ザカライア・チャンドラー
ザカライア・チャンドラー（英:Zachariah Chandler、1813年12月10日-1879年11月1日）は、アメリカ合衆国ミシガン州の政治家であり、デトロイト市長（1851年-1852年）、ミシガン州選出のアメリカ合衆国上院議員を4期（1857年-1875年、1879年）、およびユリシーズ・グラント大統領政権でアメリカ合衆国内務長官を務めた。

## 伝記

### 家族
チャンドラーはニューハンプシャー州ベドフォードで生まれた。マサチューセッツ州選出のアメリカ合衆国下院議員ジョン・チャンドラー、およびニューハンプシャー州選出のアメリカ合衆国下院議員トマス・チャンドラーの甥だった。メイン州選出のアメリカ合衆国下院議員と上院議員になったユージーン・ヘイルの義父であり、やはりメイン州選出のアメリカ合衆国上院議員フレデリック・ヘイルの祖父、ワシントン州選出のアメリカ合衆国下院議員ロッド・チャンドラーの高祖父である。

### 初期の経歴
チャンドラーは公立学校で教育を受けた後、家の農場を管理しながら1冬の間学校で教えた。チャンドラーの父は大学で教育を受けるかあるいは1,000ドルの金を取るかという選択をするようチャンドラーに提案した。この金高は当時としてはそこそこの額だった。チャンドラーは金の方を選び、1833年に当時ミシガン準州の州都だったデトロイトに移転した。今でも刊行を続けている新聞で、チャンドラーの伝記を出版した「デトロイト・ポスト」に拠れば、「チャンドラー氏は少年の頃から人が隷属することに反対することでは急進的であり、一時期北部のホイッグ党は準州に対する奴隷所有者の陰謀に効果的に抵抗する為に使うことができると期待した。その反奴隷制運動は政界への登場に先立って強調に大胆さを加味した。デトロイトはオハイオ川からカナダの大地まで有色人逃亡者を巧妙にかつ素早く運んだあの秘密の組織、「地下鉄道 (秘密結社)」の重要な終着駅であり、チャンドラー氏は依然事業に没頭しながら、組織の運営資金の基金に繰り返しまた気前良く献金したものだった。」
チャンドラーは義弟とともに総合小売商を設立して成功し、土地投機や銀行業にも関わっていた。倹約と決断力によって迅速に極めて富裕な者になった。1845年、州公認のミシガン州銀行を買収した会社に参加した。チャンドラーはその事業から年間5万ドルを稼ぐ者としてはデトロイトで最初の者の一人になった。

### 政治への関与
ジョン・シリガンはチャンドラーが1851年に市長選に出馬するまでは政界進出に熱心ではなかったが、その反奴隷制の立場ゆえに1840年代に「草の根」的政治活動を始めていたと言うことができると考えている。

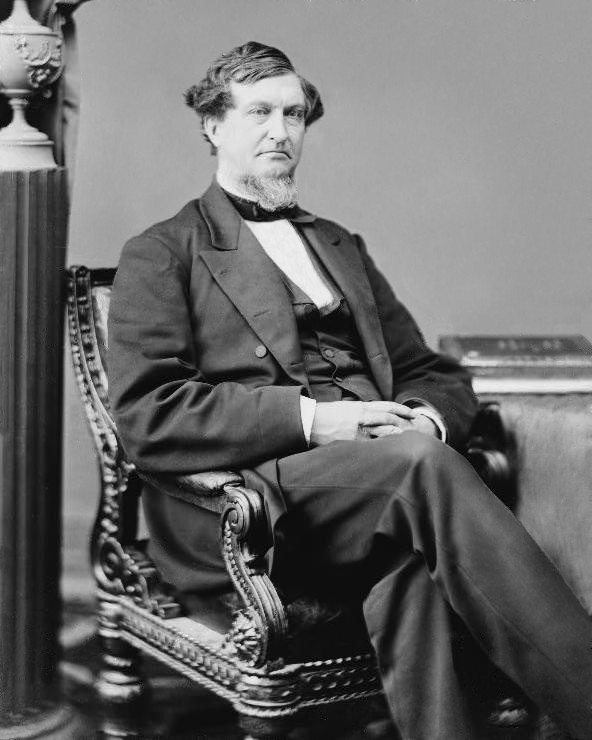
ザカライア・チャンドラー

チャンドラーはホイッグ党員となり、投票の自由を確保するためにかなりの解決案を提示した。政界に探りを入れる前の自警団時代にチャンドラーの勇敢さと自己犠牲の証言としてデトロイト・トリビューンとデトロイト・ポストはチャンドラーの性格について次のように記した。

#### 政治家

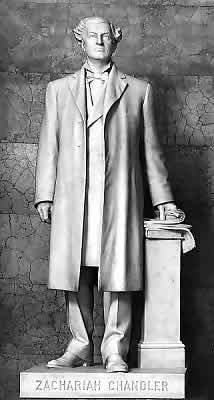
アメリカ合衆国議会議事堂の国立彫像ホール・コレクションに収められているザカライア・チャンドラーの彫像。2007年にミシガン州議会がジェラルド・フォードの彫像と置き換える決議をしたためにミシガン州に戻される可能性がある。

1851年、チャンドラーの政治家としての経歴は、デトロイト市長選挙で人気のあるジョン・R・ウィリアムズを破ったときに始まった。チャンドラーは市長であるときに、当時アメリカ軍の中尉だったユリシーズ・グラントと初めて出会った。グラントは、チャンドラーが家の前の氷や雪を払っておらず、滑ってひどい捻挫になったと言ってチャンドラーを訴えた。チャンドラーは陪審制裁判で自ら弁護することを選び、「貴方達軍人が素面であることに努めていれば、おそらく人の舗道で倒れて足を傷つけることも無かっただろう」と非難して攻撃的に軍隊の士官達に対決した。結局グラントが裁判に勝ったが、大酒飲みという評判を悪化させてしまった。チャンドラーは科料としてわずか6セントと裁判費用約8ドルを支払った。民間の伝承によれば、チャンドラーは後にグラントが馬車をあまりに速く運転していたとして違反切符を切った。
1852年、チャンドラーはミシガン州知事選挙でホイッグ党の候補者に選ばれたが、現職のロバート・マクレランドに選挙で敗れた。反奴隷制ホイッグ党を活発に指導し、1854年にはジャクソンで共和党結党に導いた。
チャンドラーは五大湖州（ミシガン州のこと）で国政や連邦議会の二枚舌について熱くなっているあらゆる急進派を集めて、カンザス・ネブラスカ法や逃亡奴隷法を打ち破る目的を表明する為に、1854年7月6日にミシガン州ジャクソンで集会を開いた。集まった群衆は、ミラード・フィルモア、フランクリン・ピアースさらに次期に目されるジェームズ・ブキャナン各大統領全てが「奴隷制問題」に対するその立場について何ら良心の呵責を持っていない者であり、その下での政府の指示について何かをすることに容赦なかった。集会参加者の中心となる政策は「自由州の居住者として奴隷制に関する最近の連邦議会の法とその予想される将来の拡張に関連して自分達の義務と考える手段を検討する」ことだった。これらの者達によって奴隷売買は「大きな道徳的、そして社会的、そして政治的悪」と解釈された。それは「決議、政治経済あるいは政策に関してあらゆる意見の相違を先延ばしにし中断し...」奴隷制承認と戦う為に「我々が心から誠意をもって一致して行動すること」および「我々は協調し問題が終わるまで「共和党員」と呼ばれるようになること」という形になった。
チャンドラーは奴隷制度に対する活発な反対者であり、地下鉄道に助力した。1857年には共和党員としてルイス・カスの跡を継いでアメリカ合衆国上院議員に選ばれた。この年には逃亡奴隷法を支持したアメリカ合衆国最高裁判所の「ドレッド・スコット事件」判決に抗議した。1859年2月17日、チャンドラーは上院で発言し、1857年のドレッド・スコット対サンフォード事件に関する"Hoi polloi"（ギリシャ語で一般民衆）の最近の大騒ぎは考慮すべきものであるとして、「最高裁判所は合衆国銀行が違憲であると宣言したときにジャクソン将軍は何をしたか？彼は裁判所の意見に敬意を表して頭を下げたか？そうではなかった。…彼は忠誠を誓った憲法を独自に解釈すると言った。私は同じことをしよう。わたしはアメリカ合衆国憲法を支持することを誓い、建国の父たちが憲法を作ったそのものに誓い、最高裁判所がそれを改変したものには誓わない。わたしはそれに与することを誓おうとは思わない。」と言った。
ワシントンD.C.のナショナル・ホテルで食事しているときに、エドワード・A・ハネガンとダニエル・ウォルジー・ボールヒーズに襲撃された。その理由はチャンドラーが「一般の特に西部のコパーヘッド（北部の戦争反対者）を強い言葉で非難したからだった。この事件に関する新聞記事に拠れば、ボールヒーズはアメリカ合衆国下院議員の仲間であり、「やはりインディアナ州出身のハネガンと共に座っていたテーブルの」近くにいたチャンドラーの発言を耳にして、「席から立ち上がり、チャンドラーに近付いて、興奮した様子で自分のことに触れたかどうかを尋ねた。これに対してチャンドラーは『貴方は誰ですか？私は貴方を知らない』と答えた。ボールヒーズは『私はインディアナ州のボールヒーズだ』と言うが早いかチャンドラーの横面を張った。2人が接近して、上院議員（チャンドラー）が急速にボールヒーズに対して優勢になったその時、ハネガンがそのテーブルから重いミルク差しを掴み揚げて加勢に入り、それをチャンドラーの頭で割った。ミルク差しの中身はあたり一面に散乱した。チャンドラーはこの一撃で呆然となり、ハネガンが椅子で第二打を放ったときも十分に意識を回復していなかった。チャンドラーの頭はミルク差しの一撃で幾分切れており、肩と腕は椅子の一撃でかなりの打撲を負っていた。チャンドラーは手を収めることができなかったが、今日も通常任務に戻れないままである。」
1858年、チャンドラーは、奴隷制を容認するルコンプトン憲法をもってカンザス州がアメリカ合衆国に加盟することに反対し、この問題に関する議論で活動的な役割を演じた。1861年2月11日、チャンドラーはミシガン州知事オースティン・ブレアに宛てていわゆる「血の手紙」と言われる有名な手紙を書いた。この手紙には「少しの血を流すことも無ければ、この合衆国は、私の推計では、急激な増加をするに値しなくなる」という一文があった。この手紙は国中に知られることになり、チャンドラーは上院の議場でこの文章について弁護することになった。
歴史家の中にはチャンドラーが自ら「少しの血を流すこと」と名付けた悪名高い『血の手紙』の故に南北戦争を実質的に始めさせた者だと主張する者がいる。以下はその抜粋である。
チャンドラーは、リンカーンの秘書で伝記作者のジョン・ヘイが「ジャコバン派」と揶揄的に言及し、フランス革命の悪名高い急進派を暗示させたオハイオ州のベンジャミン・F・ウェイドやイリノイ州のライマン・トランブルと親密な関係にあった。1861年7月、チャンドラーはウェイド、トランブルおよびジェイムズ・グリムズと共に、北軍の大敗となった第一次ブルランの戦いを目撃した。このときチャンドラーは南軍に危うく捕まりそうになった。
合衆国憲法では連邦政府の全ての割り当てが下院で始まると規定しているので、実質的に議会が北部工業団地の軍事機構を支配した。チャンドラーやその他急進派共和党員はアメリカの軍事力は脱落者がいたとしても弱い南部を圧倒し打ち負かすものと考えた。
ジョージ・ワシントンの告別の辞にある警告に従うまでもなく、彼らは党内に同盟を結成した。戦闘はホワイトハウスから1日の行程で行われた。2台の馬車が用意され、チャンドラー、ウェイド、上院の守衛官、ブラウンおよびデトロイトのイートン少佐がウォルバリン（ミシガン州の俗称）馬車に乗り、バッカイ（オハイオ州の俗称）馬車には、ハリソン・グレイ・オーティス・ブレイク下院議員、クリーブランドのトマス・ブラウン、ジェイムズ・レムリー・モリス下院議員、下院議員で歴史家のアルバート・ギャラティン・リドルが乗った。リドルに拠れば事件は次のように起こった。
チャンドラーは急進的共和党員として、エイブラハム・リンカーン大統領が南部州のアメリカ合衆国から脱退する動きに対して即座に強い行動に出ないことを批判した。また戦場で攻撃的に勝利を追求しないジョージ・マクレラン将軍もひどく批判した。他の急進的共和党員と同様、リンカーンのレコンストラクション計画にも批判的だった。1868年、アンドリュー・ジョンソン大統領弾劾を目指す運動で活動した。チャンドラーはジョンソンが戦争中に得たあらゆる利点を「穏やかな」レコンストラクションで喜んで犠牲にする無能者だと見なした。
チャンドラーは1863年と1869年にも上院議員に再選され、1857年3月4日から1875年3月3日まで、議会の会期では第35期から第43期まで務めた。チャンドラーは1861年から1875年まで通商委員会の委員長を務め、発展過程にあるアメリカ合衆国中西部に多額の政府予算をつぎ込ませるという功があった。1874年に4期目を求めて出馬した時は同じ共和党のアイザック・P・クリスチャンシーに敗れた。このときミシガン州議会はその年の選挙での民主党の大勝により審議が滞っていた。

#### 閣僚
チャンドラーはユリシーズ・グラント大統領によってアメリカ合衆国内務長官に指名され、この職を1875年から1877年まで務めた。内務省にはインディアン問題担当局が含まれていたが、この部局は汚職がはびこっていた。前任者のコロンバス・デラノとは内務省内の政治的後援問題や、党のボスとして何の改革も行わなかったことについて戦った。しかし、チャンドラーは内務省内で急速に不正を暴き、汚職に関わった者を解雇したことで多くの者を驚かせた。次のラザフォード・ヘイズ政権が権力の座に就いたとき、チャンドラーは次に来る官僚達から賛辞を受けた数少ない者の一人となった。
チャンドラーは共和党全国委員会の委員長を務め、1876年の大統領選挙でヘイズの当選を演出したが、ヘイズはチャンドラーを内務長官に留めておこうとはしなかった。チャンドラーは1878年にミシガン州共和党の委員長になった。1879年にアイザック・P・クリスチャンシーの辞任に伴い再度上院議員に選出され、1879年2月22日からその年の11月1日に死ぬまで、議会の第45期と第46期を務めた。

### 死
チャンドラーは次の大統領候補とも目されており、1879年10月31日にシカゴに行って政治演説を行い、翌朝部屋で死んでいるのが発見された。デトロイトのエルムウッド墓地に埋葬されている。チャンドラーは終生長老派教会員だった。